# Бипонтинские издания
Бипонтинские издания (лат. Editiones Bipontinae, от лат. bi + pont два моста, нем. Zweibrücken, по названию типографии) — прозвище серии, в которой был издан ряд латинских, греческих и французских классиков.
В основе лежит комментированное издание сочинений Горация, Теренция и Плавта, подготовленное английским филологом Ричардом Бентли.  В издание также вошли комментарии Ливия Дракенборха, полное собрание Цицерона, собранное Эрнести, а также собрание и критическое издание римских агрономов: Катона, Варрона, Колумеллы, Палладия.
Серия из 115 томов впервые увидела свет в 1779—1809 годах. Напечатана в герцогской типографии в Цвейбрюккене. Впоследствии многократно переиздавалось.